# Louise Carlman
Alice Sophie Louise Carlman, född 1940, är en svensk silversmed.  
Carlman studerade vid Die Zeichenakademie i Hanau 1959–1961 och vid Konstfackskolan i Stockholm 1978. Efter studierna i Hanau arbetade hon vid några olika silversmedsateljéer innan hon etablerade en egen ateljé 1978. Hennes konst består av smycken och silverkorpus. 